# سیارک ۳۸۸۱
سیارک ۳۸۸۱ (به انگلیسی: 3881 Doumergua، نامگذاری:1925VF) سه هزار و هشتصد و هشتاد و یکمین سیارک کشف شده‌است که در ۱۵ نوامبر ۱۹۲۵ و در الجزیره کشف شد.
قدر مطلق سیارک برابر ۱۳٫۰۰ است.